# Cetonia rhododendri
Cetonia rhododendri är en skalbaggsart som beskrevs av Raffaello Gestro 1891. Cetonia rhododendri ingår i släktet Cetonia och familjen Cetoniidae. Inga underarter finns listade i Catalogue of Life.